# La Neuville-en-Beine
La Neuville-en-Beine és un municipi francès situat al departament de l'Aisne i a la regió dels Alts de França. L'any 2007 tenia 166 habitants.

## Demografia

### Població
El 2007 la població de fet de La Neuville-en-Beine era de 166 persones. Hi havia 60 famílies de les quals 8 eren unipersonals (4 homes vivint sols i 4 dones vivint soles), 20 parelles sense fills, 28 parelles amb fills i 4 famílies monoparentals amb fills.
La població ha evolucionat segons el següent gràfic:
Habitants censats

### Habitatges
El 2007 hi havia 76 habitatges, 63 eren l'habitatge principal de la família, 1 era una segona residència i 12 estaven desocupats. 75 eren cases i 1 era un apartament. Dels 63 habitatges principals, 56 estaven ocupats pels seus propietaris, 4 estaven llogats i ocupats pels llogaters i 3 estaven cedits a títol gratuït; 1 tenia una cambra, 4 en tenien dues, 11 en tenien tres, 17 en tenien quatre i 31 en tenien cinc o més. 53 habitatges disposaven pel capbaix d'una plaça de pàrquing. A 20 habitatges hi havia un automòbil i a 40 n'hi havia dos o més.

### Piràmide de població
La piràmide de població per edats i sexe el 2009 era:
| Homes | Edats   | Dones |
| ----- | ------- | ----- |
| 0     | 95 o +  | 0     |
| 0     | 90 a 94 | 4     |
| 0     | 85 a 89 | 0     |
| 0     | 80 a 84 | 0     |
| 0     | 75 a 79 | 0     |
| 0     | 70 a 74 | 4     |
| 0     | 65 a 69 | 4     |
| 16    | 60 a 64 | 4     |
| 4     | 55 a 59 | 8     |
| 8     | 50 a 54 | 0     |
| 0     | 45 a 49 | 12    |
| 12    | 40 a 44 | 12    |
| 4     | 35 a 39 | 4     |
| 0     | 30 a 34 | 0     |
| 4     | 25 a 29 | 0     |
| 0     | 20 a 24 | 4     |
| 16    | 15 a 19 | 4     |
| 4     | 10 a 14 | 12    |
| 4     | 5 a 9   | 0     |
| 0     | 0 a 4   | 0     |

## Economia
El 2007 la població en edat de treballar era de 112 persones, 77 eren actives i 35 eren inactives. De les 77 persones actives 71 estaven ocupades (41 homes i 30 dones) i 7 estaven aturades (3 homes i 4 dones). De les 35 persones inactives 11 estaven jubilades, 10 estaven estudiant i 14 estaven classificades com a «altres inactius».

### Ingressos
El 2009 a La Neuville-en-Beine hi havia 65 unitats fiscals que integraven 180 persones, la mediana anual d'ingressos fiscals per persona era de 17.760,5 €.

### Activitats econòmiques
Dels 3 establiments que hi havia el 2007, 1 era d'una empresa de serveis i 2 d'entitats de l'administració pública.
L'any 2000 a La Neuville-en-Beine hi havia 5 explotacions agrícoles que ocupaven un total de 370 hectàrees.

## Equipaments sanitaris i escolars
El 2009 hi havia una escola elemental integrada dins d'un grup escolar amb les comunes properes formant una escola dispersa.

## Poblacions més properes
El següent diagrama mostra les poblacions més properes.